# Landberk
I Landberk sono stati una progressive rock band svedese, attiva dal 1992 al 1996.

## Discografia

### Album in studio
- 1992 - Riktigt Äkta
- 1992 - Lonely Land
- 1994 - One Man Tell's Another
- 1996 - Indian Summer

### Album dal vivo
- 1995 - Unaffected

### Singoli
- 1994 - Jag Är Tiden
- 1995 - Dream Dance